# Guantánamo
Guantánamo je město na jihovýchodě Kuby. Je to hlavní město stejnojmenné provincie. Má asi 280 000 obyvatel, z nichž mnoho pracuje v produkci cukrové třtiny a kávovníku. Město je asi 910 km od hlavního města Havany a 15 km od americké námořní základny Guantánamo.

## Historie
Město bylo založeno francouzskými osadníky v roce 1796 a je postavené v koloniálním stylu. Svůj věhlas získalo díky americké vojenské základně se zajatci a také písni Guantanamera od José Fernándeze Díaze.
V bývalé věznici je nyní muzeum Museo Provincial de Guantánamo, kde jsou uloženy umělecké včetně sochy božstva Fama, která je symbolem Guantánama.

## Osobnosti
- Arnaldo Tamayo Mendez (* 1942), kubánský kosmonaut
- Ángel Herrera Vera (* 1957), kubánský boxer, olympijský vítěz a mistr světa
- Luis Delís (* 1957), kubánský diskař a olympionik
- Andrés Simón (* 1961), kubánský sprinter, olympionik a mistr světa
- Driulis Gonzálezová (* 1973), kubánská olympijská vítězka a mistryně světa v judu
- Yumileidi Cumbá (* 1975), kubánská atletka, olympijská vítězka ve vrhu koulí
- Yargelis Savigneová (* 1984), kubánská mistryně světa v trojskoku a olympionička
- Dayron Robles (* 1986), kubánský atlet, překážkář a olympijský vítěz